# Саїб Салам
Саїб Салам (араб. صائب سلام; 17 січня 1905 — 21 січня 2000) — ліванський політик, чотири рази обіймав посаду прем'єр-міністра Лівану.

## Біографія
Народився у впливовій сунітській сім'ї. Його батько, Салім Салам, брав активну участь у політичному житті за часів османської влади та французького мандату.
Саїб Салам почав свою політичну діяльність 1941 року під час протестів проти французького та британського мандатів над Ліваном і Палестиною.
1943 року його обрали до лав Національних зборів Бейрута. 1946 очолив міністерство внутрішніх справ, а у вересні 1952 року став головою уряду Лівану. Зайняв посаду прем'єр-міністра внаслідок масових заворушень і страйків, спричинених політичною кризою після вбивства прем'єра Ріада ас-Сольха. Втім уже за чотири дні був змушений піти у відставку. Влітку 1953 року знов очолював уряд.
1956 року отримав портфель міністра нафти. На тій посаді він підтримував ідею створення спільного трансарабського трубопроводу з Саудівською Аравією й Іраком. Підтримка з боку президента Лівану Каміля Шамуна британсько-французького й ізраїльського вторгнення до Єгипту під час Суецької кризи змусила Салама взяти участь в акціях протесту, під час однієї з яких його поранили. Коли він перебував у лікарні, його заарештували, а після того, як міністр оголосив п'ятиденне голодування, його відправили у відставку. На парламентських виборах 1957 року разом з низкою інших відомих представників опозиційних сил втратив місце у парламенті. Вони звинуватили президента у фальсифікації голосів і після п'ятимісячних заворушень Шамун був змушений подати у відставку, в тому числі під тиском американського емісара Роберта Мерфі.
У 1960—1961 роках втретє очолював уряд Лівану. Вийшов у відставку через незгоду з рішенням президента Фуада Шехаба щодо надання додаткових повноважень поліції. Перебував в опозиції до Шехаба та його наступника, Шарля Елу, звинувачуючи їх у прагненні перетворити Ліван на «поліцейську державу». На хвилі несприйняття політики «шехабізму» 1970 року брав участь у формуванні парламентської коаліції, за допомогою якої Сулейман Франжьє на виборах голови держави на один голос випередив кандидата від «шехабістів» Ільяса Саркіса.
Вчетверте став прем'єр-міністром 1970 року. Вийшов у відставку 1973 через незгоду з небажанням президента Франжьє відправити у відставку генерала Іскандара Ганема, який не зумів попередити вторгнення Ізраїлю. Іншою причиною відставки стали заперечення Саїба Салама проти призначення міністром пошти, телеграфу й телекомунікацій сина президента Тоні Франжьє.
Пішовши з посади, Салам, однак, не втратив політичного впливу. Після ізраїльського вторгнення 1982 року був посередником у перемовинах між посланцем США Філіпом Хабібом і представниками ОВП, під час яких організації надали можливість залишити Ліван. Після вбивства Башира Жмайєля переконав депутатів-мусульман підтримати на посаду президента кандидатуру його брата Аміна.
1985 року після двох замахів на його життя емігрував до швейцарської Женеви. Причиною тих подій стали його заяви під час мирних конференцій у Женеві та Лозанні (1984), що викликали обурення в Сирії та серед мусульманських бойовиків у Лівані. Залишаючись в еміграції, Салам відіграв ключову роль у перемовинах, що привели до укладення Таїфської угоди (1989) та, зрештою, до завершення громадянської війни в Лівані.